# Kanjuruhan Stadion-tragédia
A Kanjuruhan Stadion-tragédia 2022. október 1-én történt az indonéziai Malangban. A Kanjuruhan Stadionban verekedések törtek ki a pályán. Miután az Arema FC kikapott a Persebaya Surabaya ellen, a korábbi csapat rajongói a pályára özönlöttek és megtámadták az ott tartózkodó rendőröket, illetve a Persebaya játékosait. Ezt a rohamrendőrség könnygázzal próbálta visszaverni, aminek következtében egymást taposva próbáltak a stadionból menekülni a nézők és többen is megfulladtak a gáztól. Legalább 182-en meghaltak, és több százan megsérültek. Ázsia történetének legtöbb, a világon a második legtöbb halálos áldozatot követelő futballkatasztrófa volt.

## A tragédia
A mérkőzés közben semmi probléma nem volt a biztonsággal. A meccs, amin a Persebaya 3–2-re nyert az Arema FC ellen, befejezte után 3000 Arema-rajongó, akiknek csoportját Aremania-nak hívták, beözönlött a pályára. Követelték, hogy láthassák játékosaikat és edzőiket. A rendőrség megpróbálta elterelni a szurkolókat a pályáról, sikertelenül. A szurkolók elkezdték megrongálni a rendőrség járműveit és tüzet gyújtottak a stadionban, aminek következtében a Persebaya játékosai az öltözőkbe rohantak, majd a rendőrség páncélozott autóiba bújtak el egy óráig, mielőtt el tudták volna hagyni az épületet. A rendőrség könnygázt kezdett használni, hogy feloszlassa a tömeget, illetve a nézőtérre is lőttek néhányat. A 12-es és 14-es tribünt találták el, ahol a rajongók fuldokolni kezdtek és a stadion egyetlen kijárata felé rohantak, a 12-es kapuhoz. Ennek következtében egymást taposva próbáltak kijutni a stadionból, ami csak még több fuldokláshoz vezetett.
Az Arema FC játékosai és edzői segítettek a stadion evakuációjában és az öltözőket is erre a célra használták. Az indonéz hadsereg szállította az áldozatokat és sérülteket kórházba.

## Következmények
A tragédia során 182 ember halt meg, akik között legalább 125 Artema-szurkoló és két rendőr (Fajar Yoyok Pujiono és Andik Purwanto) volt. A halottak között 17 gyerek volt, 12 és 17 éves kor között. A jelenleg kezelés alatt álló sérültek közül sokan nagyon rossz állapotban vannak, így a halottak száma valószínűleg még emelkedni fog. 34-en haltak meg a stadionban, míg a többi áldozat már a kórházban hunyt el. Különböző források a sérültek számát 180 és 309 közé helyezik. A város vezetése fizetett az összes érintett kezeléséért. A labdarúgás történetének második legtöbb életet követelő tragédiája, az 1964-es Estadio Nacional-katasztrófa (Lima, Peru) óta, amiben 328-an vesztették életüket.
A Kepanjen Regionális Kórház és a Wava Kórház tele volt áldozatokkal, több sérültet a város másik kórházaiba kellett küldeni.
Az összes bajnoki mérkőzést felfüggesztették a hétre és az Indonéz labdarúgó-szövetség bejelentette, hogy az Arema nem játszhat hazai pályán a szezon fennmaradó részében. Joko Widodo indonéz elnök felszólította a szövetséget, hogy függesszék fel a bajnokságot, amíg nem tudják fejleszteni a biztonsági folyamatokat a stadionokban.
Az Indonéz Emberjogi Bizottság nyomozást indít az eseménnyel kapcsolatban és a könnygázhasználatról. Ugyan a FIFA szabályai szerint tilos a fegyver használata a stadionokon belül, a helyi rendőrség megvédte a döntést, kiemelve, hogy a rajongók veszélyt jelenthettek a játékosokra és edzőkre. Ennek ellenére kijelentették, hogy belső nyomozást fognak indítani a könnygázzal kapcsolatban.
Kelet-Jáva kormányzója Khofifah Indar Parawansa bejelentette, hogy a kormánya pénzügyi támogatást fog nyújtani az áldozatok családjainak. A halottak legközelebbi családtagja 10 millió indonéz rúpiát (282 ezer forint) fog kapni, míg a sérültek családjai 5 milliót (141 ezer forint).
Az eseményt követően többen is felszólították a rendőrséget, hogy rúgják ki a malangi rendőrfőnököt, Ferli Hidayatot, illetve a Kelet-Jávai főfelügyelőt, Nico Afintát.